# Logic Studio
Logic Studio ein Software-Paket für die Musikproduktion vom Unternehmen Apple
Es wurde der Öffentlichkeit am 12. September 2007 vorgestellt.
Am 23. Juli 2009 erschien die zweite Version mit:
- Logic Pro 9
- MainStage 2
- Soundtrack Pro 3
- WaveBurner Pro 1.6
- Compressor 3.5
- Apple Loops Utility
- Impulse Response Utility
- Studio Instruments
- Studio Effects
- Studio Sound Library